# Husam
Husam (H'kusam, Xwasam) /u jeziku comox znači ="having fat or oil",/ zimsko selo Hahamatsees (Walitsum) Indijanaca, ogranak Lekwiltoka, koje se nalazilo na ušću rijeke Salmon, istočno od Saywarda, u Britanskoj Kolumbiji, Kanada. Izvorno je izgleda bilo salishansko. Ovim imenom označavala se i rijeka Salmon, a ostale varijante su Hkusam, xwasam, xusam i Koosam.
Selo Husam ili Xwasam imalo je 1881 godine 8 cedrovih kuća i 17 obitelji. Godine 1886 vlada im je dodijelika rezervat Salmon River Indian Reserve #1. Selo je 1918 napušteno, a broj bijelaca se od 41 (1881) popeo na 5.000 (1921.)